# 郁红阳
郁红阳（1957年10月—），男，江苏人，中华人民共和国政治人物、外交官。

## 生平
1981年，进入中华人民共和国外交部工作，先后在驻伊朗大使馆、外交部西亚北非司任职。1998年，任驻伊朗大使馆参赞。2001年，任外交部西亚北非司参赞。2002年，赴美国乔治敦大学外交研究所做访问学者。2003年4月，出任中华人民共和国驻伊斯坦布尔总领事。2006年，回任外交部西亚北非司参赞。2007年，升任外交部西亚北非司副司长。2008年10月，出任中华人民共和国驻约旦大使。2010年12月，出任中华人民共和国驻伊朗大使。2014年7月，出任中华人民共和国驻土耳其大使。2018年12月，自驻土耳其大使离任。出任中国驻伊朗大使、驻土耳其大使期间，郁红阳两次协调解决人质劫持事件。

## 家庭
已婚。